# Sallya natalensis
Sallya natalensis is een vlinder uit de familie Nymphalidae. De wetenschappelijke naam van de soort is voor het eerst geldig gepubliceerd in 1847 door Jean Baptiste Boisduval.